# Boggitryck

Vägmärke för angivning av maximalt tillåtna boggitryck

Boggitryck är en beteckning som anger hur högt trycket från en boggi på till exempel en lastbil är mot vägbanan. Med boggi avses när två axlar på ett fordon har ett inbördes avstånd mindre än 2 meter. 
Beroende på tillåten bärighetsklass för respektive vägavsnitt varierar det tillåtna boggitrycket. Det högsta tillåtna boggitrycket för bärighetsklass BK1 och BK4 är 16—20 ton, för BK2 16 ton och för BK3 12 ton. Observera att kort avstånd mellan de i boggin ingående axlarna, kan medföra att trycket begränsas ytterligare.